# Englische Kirche (Arosa)

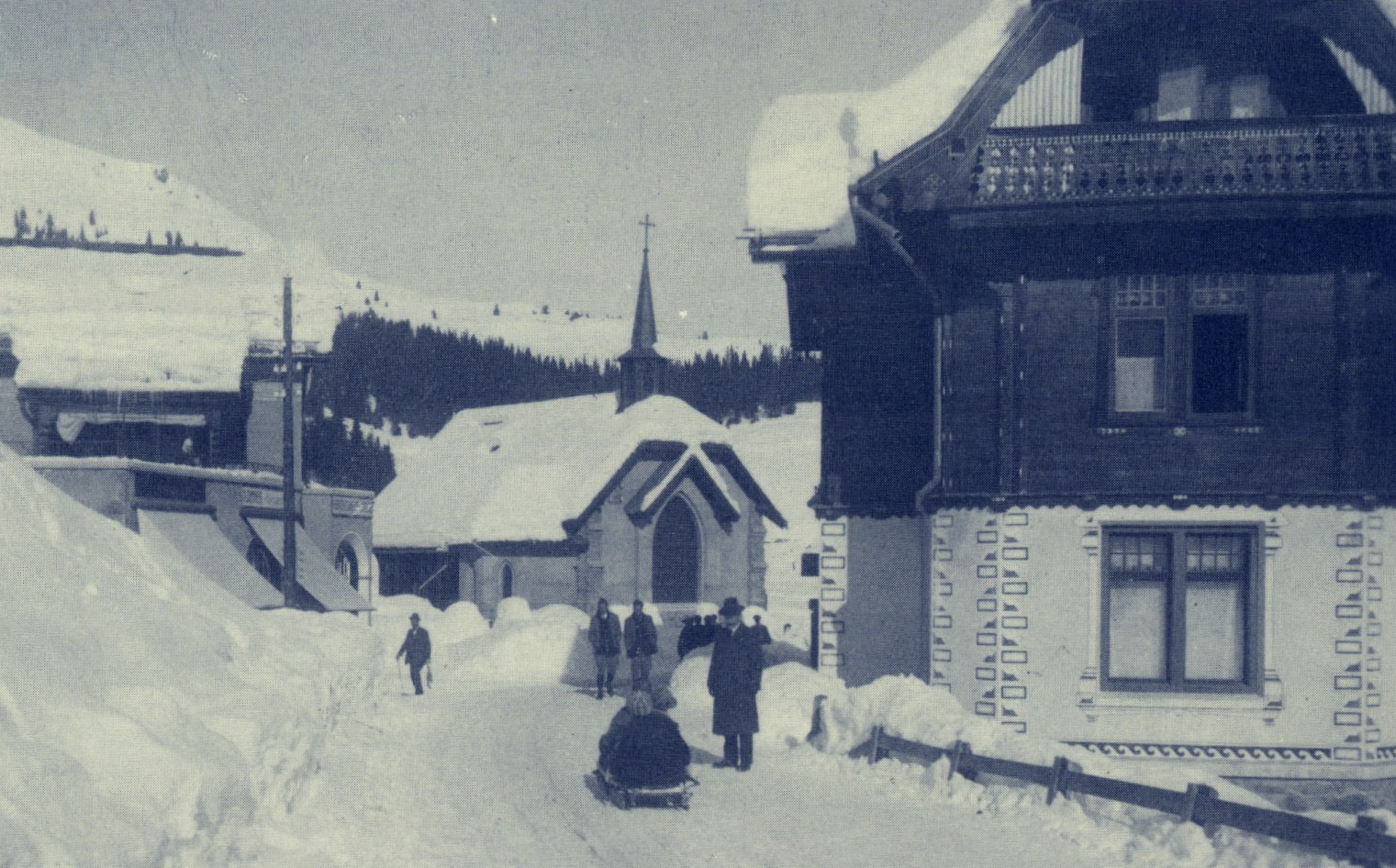
Englische Kirche um 1920

Die Englische Kirche (St. Luke’s Church) in Arosa war ein anglikanisches Gotteshaus im Schweizer Kanton Graubünden. Sie stand von 1908 bis 1985 zwischen dem Bahnhof und der Post Arosa an der Ecke Seeblickstrasse/Poststrasse/Oberseeplatz.

## Geschichte
Während um 1880 die ersten Sommergäste im aufstrebenden Kurort Arosa fast ausschliesslich Schweizer waren, präsentierte sich die Urlauberstruktur im Winter von Anfang an recht international. Gegen Ende der 1890er-Jahre nahm die Zahl der Gäste aus Großbritannien, die als erste den Wintersport betrieben, stark und rasch zu. Zunächst hielten sie ihre Gottesdienste im Grand Hotel (heute: Robinson Club Arosa), später in einem Schullokal ab. Bald stellte sich das Bedürfnis nach einer eigenen anglikanischen Kirche ein. Im Jahre 1905 bildete sich ein Initiativkomitee aus Einheimischen und vorübergehend Anwesenden für den Bau einer Englischen Kapelle, das sich einen zentral gelegenen Bauplatz am Obersee sicherte. Ein zweites Komitee kümmerte sich ab 1907 in England um Spenden für den Kirchenbau. Noch im gleichen Jahr konnte mit dem Bau begonnen werden, die Fertigstellung erfolgte 1908, ein Jahr nach der Katholischen Kirche am Hubelsee und noch vor der neuen Dorfkirche Arosa von 1909, die das Bergkirchli in seiner Funktion als protestantische Hauptkirche ablöste. Die Baukosten beliefen sich auf rund Fr. 20'000.--. Eigentümerin der Kirche war die Society for the Propagation of the Gospel in London.

## Nutzung
Das Gotteshaus wurde während der Hochblüte des englischen Tourismus in Arosa bis zum Zweiten Weltkrieg regelmässig für Gottesdienste genutzt. In der Anfangszeit war zudem dauernd ein anglikanischer Seelsorger vor Ort; so wohnte beispielsweise 1917 der Pfarrer der Englischen Kirchgemeinde, Reverend E.W. Moberly, Resident English Caplain, während des ganzen Jahres im Hotel Valsana.

## Diskussionen um den Erhalt des Bauwerks

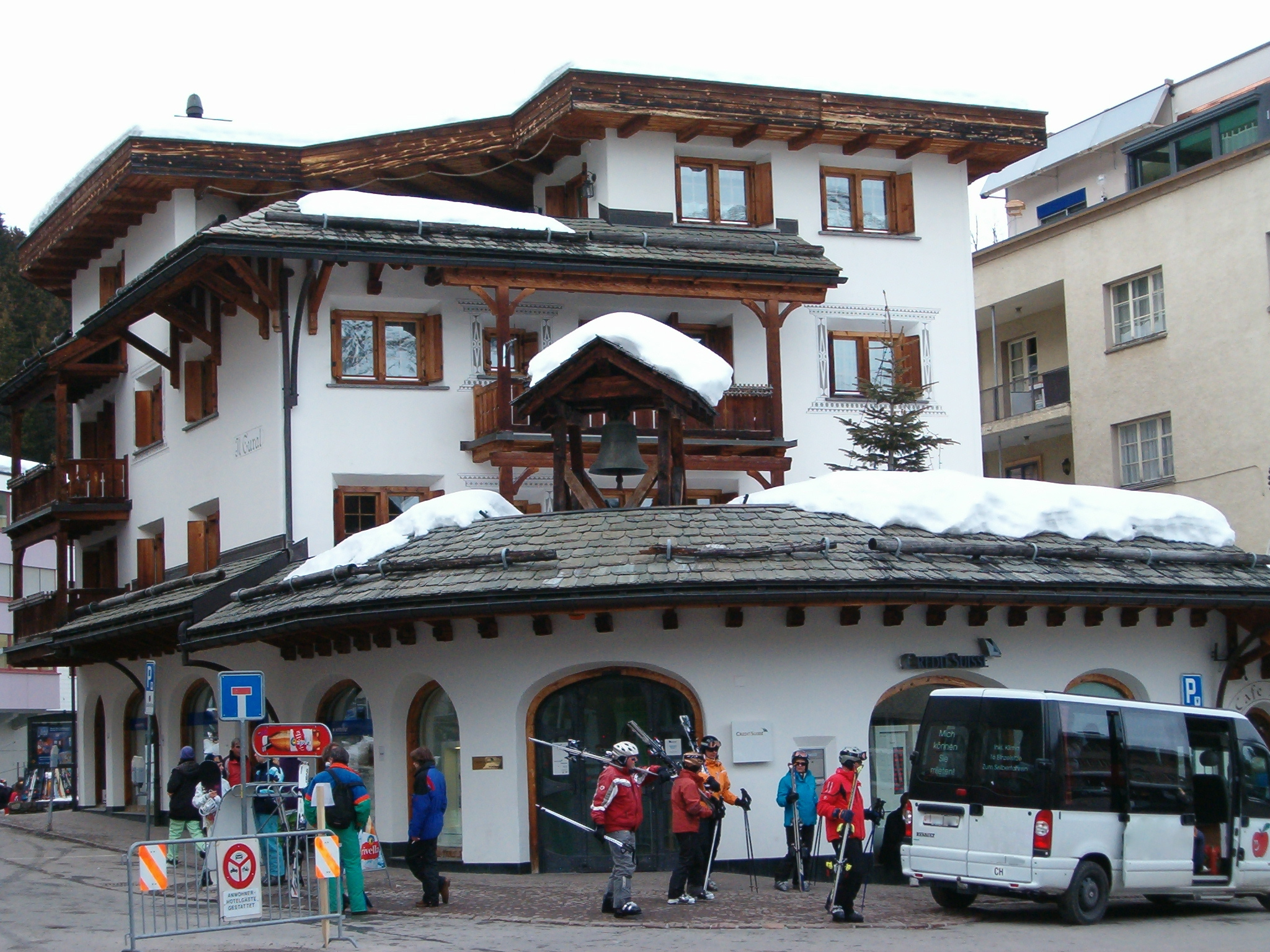
Liegenschaft «Il Cural» mit Kirchenglocke

Als ab den 1950er-Jahren die englischen Gäste zunehmend ausblieben, wurde die Englische Kirche nach und nach nicht mehr bestimmungsgemäss genutzt. Mit der Zeit entstanden deshalb Diskussionen um ihre weitere Verwendung. So trug sich 1981 die Gemeinde Arosa mit dem Gedanken, das Gotteshaus zu erwerben und an seiner Stelle einen Verwaltungsbau zu errichten. Da das Bauwerk an bester Lage in einer Bauzone mit sehr hoher Ausnützungsziffer stand, meldeten um 1984 weitere Parteien, wie etwa das nahegelegene Posthotel, der Kurverein Arosa (heute: Arosa Tourismus), die AG Aroser Verkehrsbetriebe (AVB) (heute: Arosa Bergbahnen) oder die Detailhandelskette «Usego» ihr Interesse an einem Kauf an. Die Gemeinde Arosa bot für die mit Fr. 2,4 Mio. geschätzte Liegenschaft Fr. 500'000.--. Die englische Eigentümerin war bereit, beim Kaufpreis der Gemeinde Arosa entgegenzukommen, falls sich diese bereit erklärte, das Gebäude als Kirche zu erhalten. Die kantonale Denkmalpflege Graubünden erklärte in einer schriftlichen Stellungnahme, die Kirche sei schützens- und erhaltenswert: ... Zur Erhaltung der englischen Kirche sollten vor allem die lokalpolitischen Kräfte eingesetzt werden können. Angesprochen sind alle Aroser, denn mit einem allfälligen Abbruch der Kirche verschwindet einer der wenigen Zeugen des touristischen Anfanges von Arosa. ...

## Verkauf und Abriss der Kirche
Ungeachtet dieser Einwände und Bedenken wurde die Englische Kirche im Juli 1984 an Guido Lindemann verkauft. Dieser liess das Gotteshaus 1985 komplett abreissen und errichtete an seiner Stelle ein modernes Geschäftshaus. Die Originalglocke der Englischen Kirche über dem Haupteingang erinnert noch heute an den historisch bedeutungsvollen Standort.

## Varia

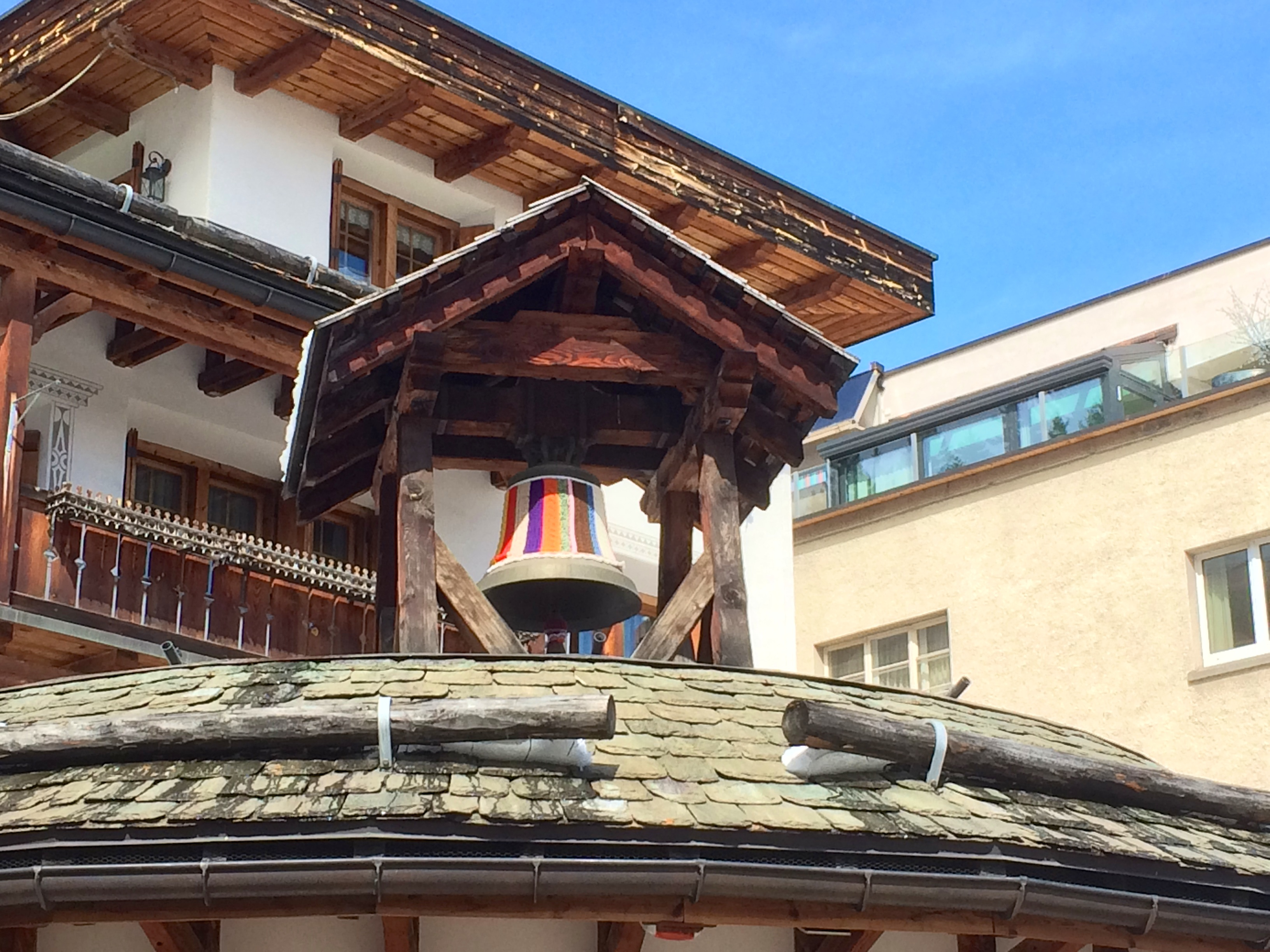
Eingestrickte Kirchenglocke im Winter 2013/14

Für den Winter 2013/14 wurde in Arosa eine Vielzahl von öffentlichen Objekten im Rahmen einer privaten Strick-Graffiti-Aktion eingestrickt, darunter auch die Glocke der Englischen Kirche.